# Kathedraal van Basse-Terre

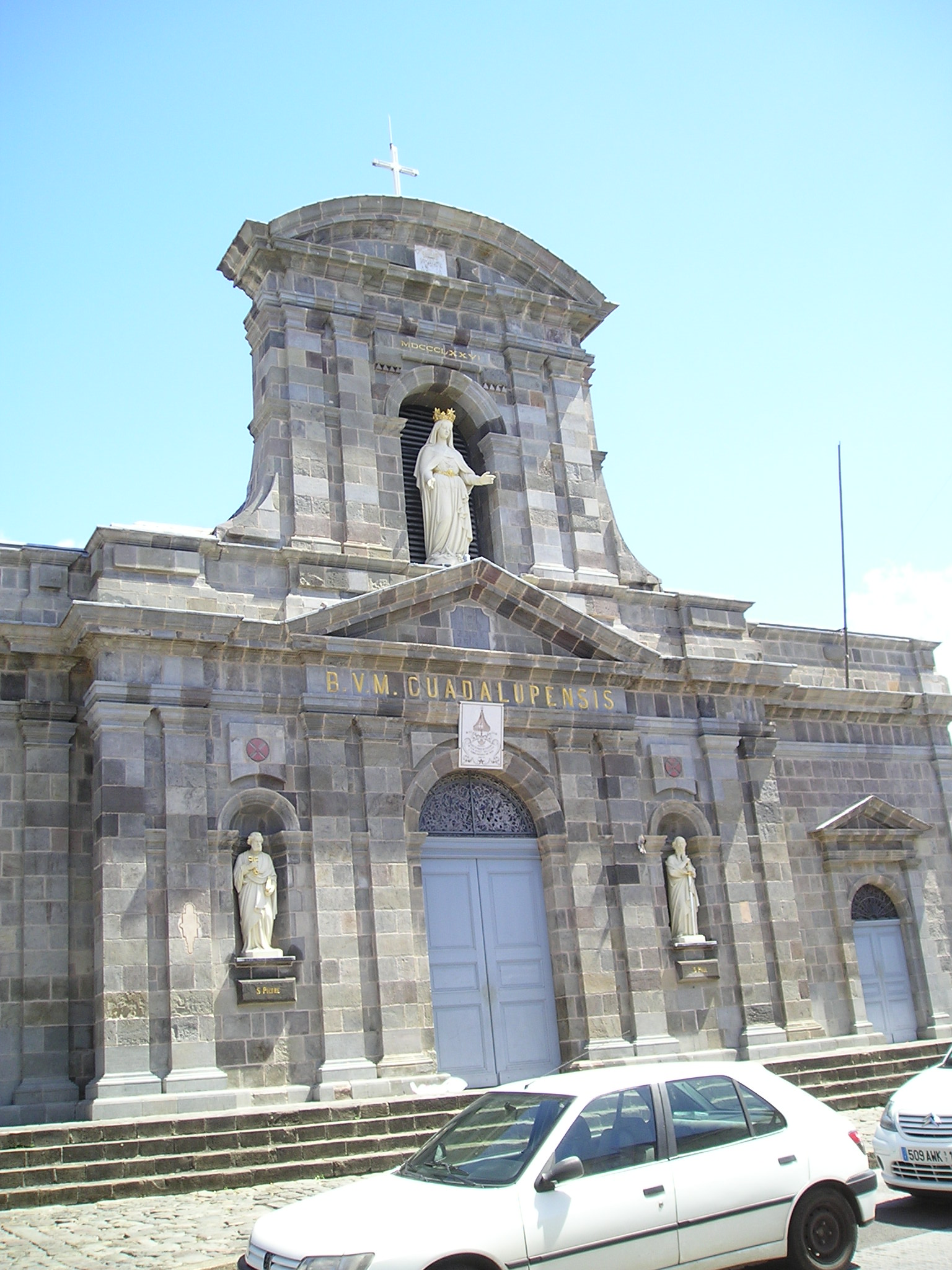
de kathedraal van Guadeloupe

De Kathedraal van Basse-Terre (Cathédrale Notre-Dame de Guadeloupe) is de katholieke kathedraal in Basse-Terre in het Franse departement Guadeloupe.  Het is een barok bouwwerk, volgens een model dat door de jezuïeten veel gebruikt werd.  De bouw werd aangevat in 1736.  Het is de zetel van het bisdom Basse-Terre et Pointe-à-Pitre.